# یواس‌اس واهو (اس‌اس-۵۶۵)
یواس‌اس واهو (اس‌اس-۵۶۵) (به انگلیسی: USS Wahoo (SS-565)) یک زیردریایی بود که طول آن ۲۶۹ فوت ۲ اینچ (۸۲٫۰۴ متر) بود. این زیردریایی در سال ۱۹۵۱ ساخته شد.